# Voivodato di Lubusz

Logo

Il voivodato di Lubusz (in polacco Województwo lubuskie) è uno dei 16 voivodati della Polonia. Fino al 1945 costituiva il Neumark all'interno della provincia prussiana del Brandeburgo.
Il voivodato si trova a ovest del territorio polacco ed è stato creato con la riforma del 1999 inglobando i territori dei voivodati di Gorzów e di Zielona Góra. Il Voivodato corrisponde alla regione storica della Nuova Marca oltre a includere piccole parti della Bassa Lusazia, della Bassa Slesia e della Grande Polonia oggi unificate nel voivodato, nome che ricorda la provincia polacca medioevale di Lubusz. I due capoluoghi Gorzów Wielkopolski e Zielona Góra sono, con più di 120 000 abitanti, le sole grandi città del voivodato. Le altre città arrivano a meno di un quarto di questa cifra. A Gorzów ha sede il voivoda o governatore nominato centralmente, mentre Zielona Góra è la sede dell'assemblea regionale (sejmik) e dell'esecutivo eletto dall'assemblea, presieduto da un maresciallo (Marszałek).

## Geografia
La regione è prevalentemente pianeggiante, con molti laghi e boschi. La parte meridionale del voivodato è adatta alla viticoltura.

### Distretti

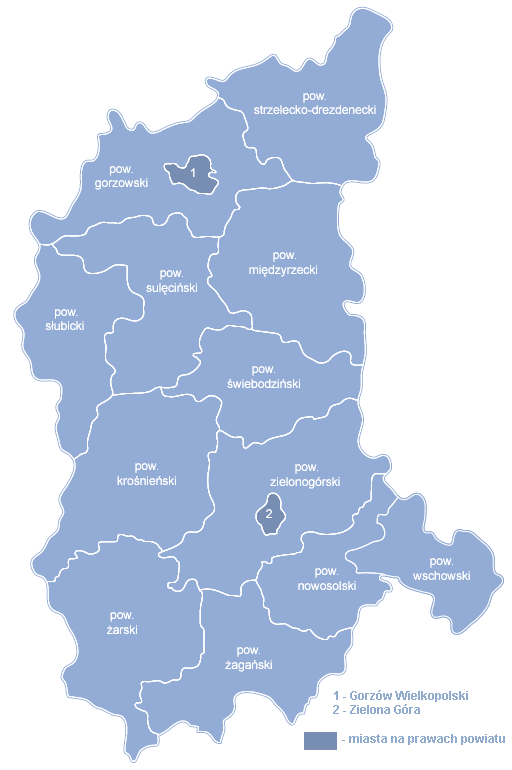
Suddivisione del voivodato in distretti

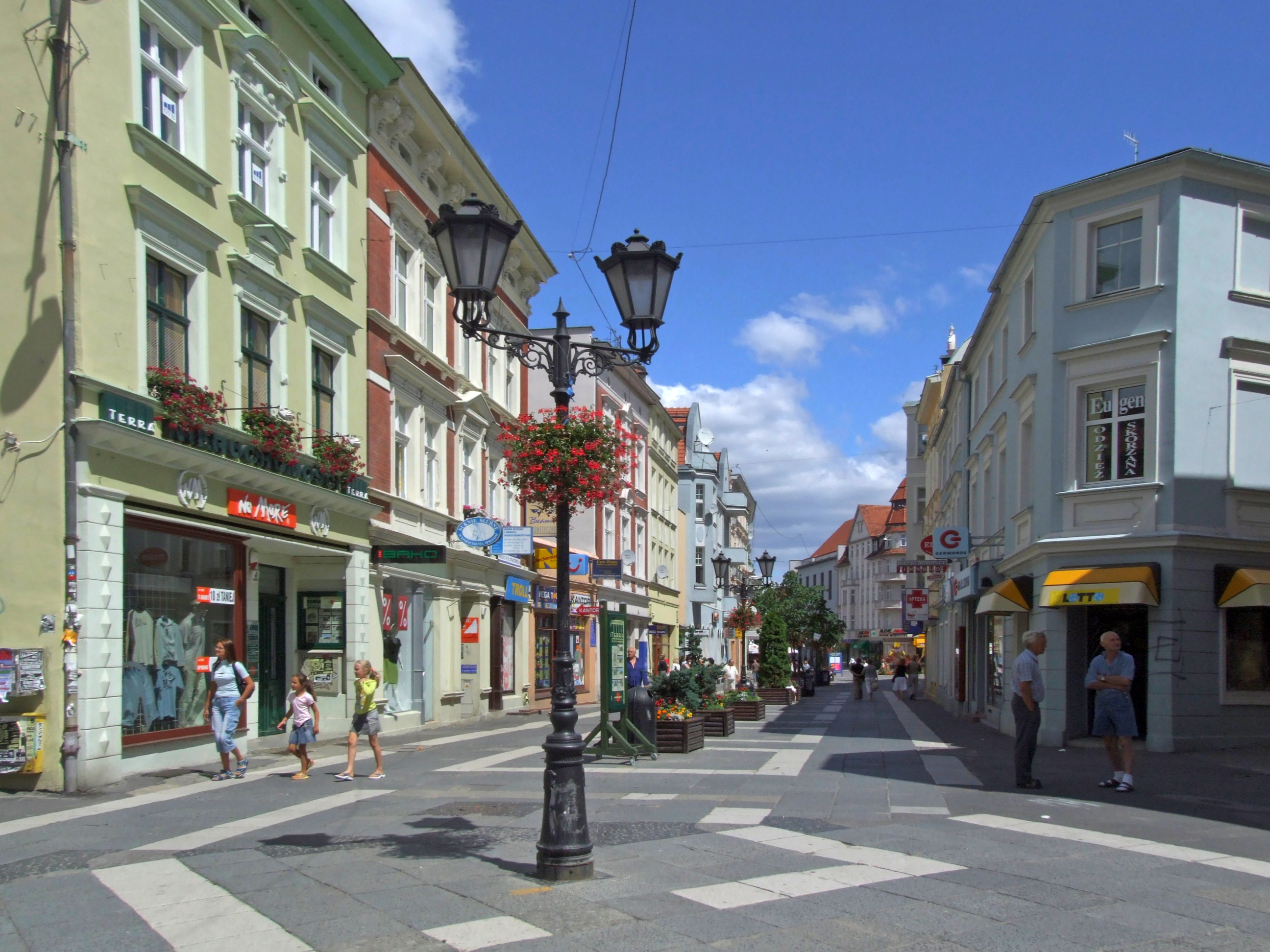
Il centro storico di Zielona Góra, sede dell'assemblea regionale

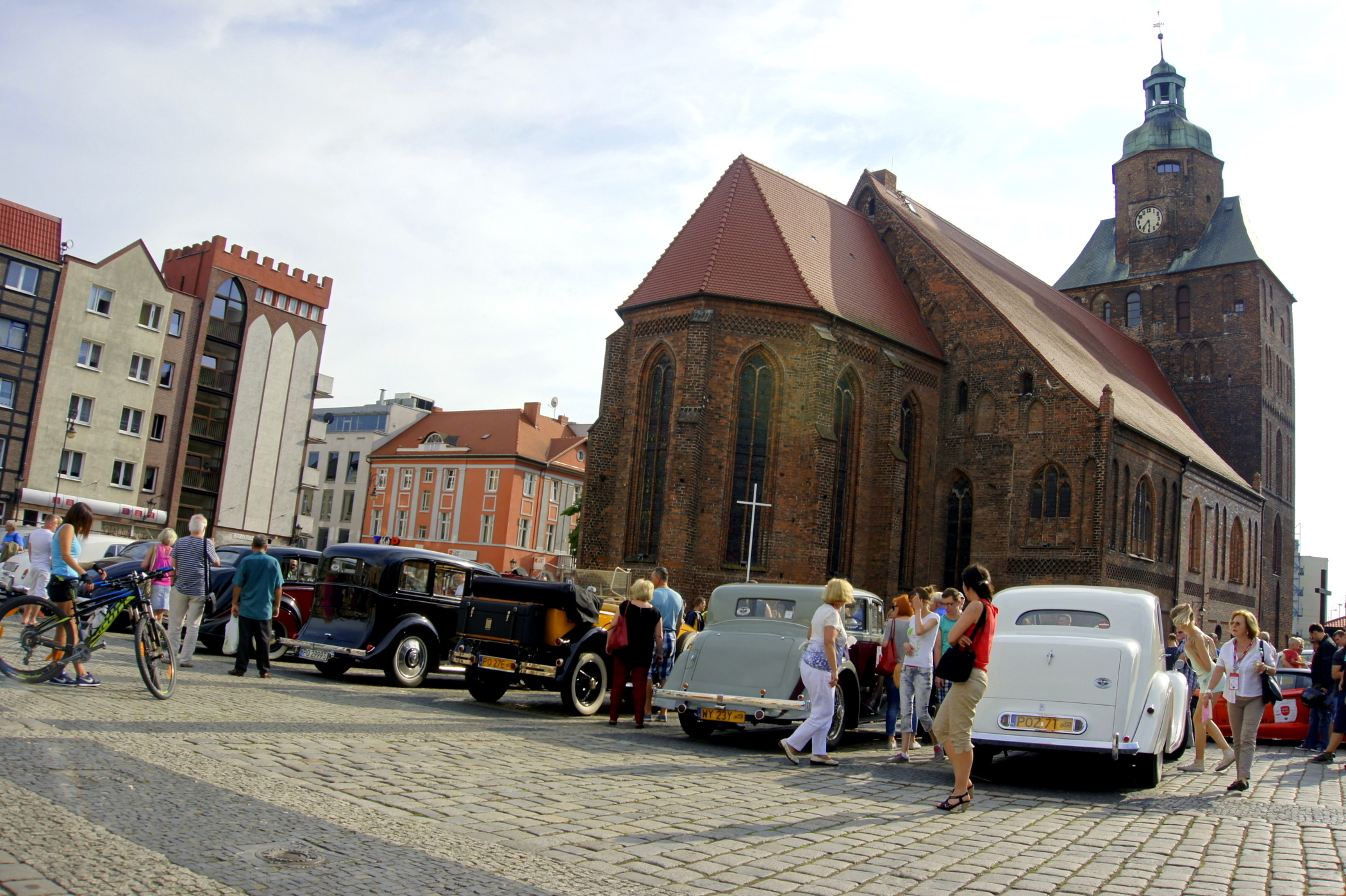
Il centro storico di Gorzów Wielkopolski, sede del voivoda

| Distretto                       | Simbolo | Capoluogo           |
| ------------------------------- | ------- | ------------------- |
| Gorzów Wielkopolski             |         | distretto urbano    |
| Zielona Góra                    |         | distretto urbano    |
| Distretto di Gorzów             |         | Gorzów Wielkopolski |
| Distretto di Krosno Odrzańskie  |         | Krosno Odrzańskie   |
| Distretto di Międzyrzecz        |         | Międzyrzecz         |
| Distretto di Nowa Sól           |         | Nowa Sól            |
| Distretto di Słubice            |         | Słubice (Lubusz)    |
| Distretto di Strzelce-Drezdenko |         | Strzelce Krajeńskie |
| Distretto di Sulęcin            |         | Sulęcin             |
| Distretto di Świebodzin         |         | Świebodzin          |
| Distretto di Wschowa            |         | Wschowa             |
| Distretto di Zielona Góra       |         | Zielona Góra        |
| Distretto di Żagań              |         | Żagań               |
| Distretto di Żary               |         | Żary                |

### Città con più di10 000abitanti
1. Gorzów Wielkopolski (125.000)
2. Zielona Góra (120.000)
3. Nowa Sól (41.000)
4. Żary (39.000)
5. Żagań (26.500)
6. Świebodzin (21.500)
7. Międzyrzecz (18.500)
8. Słubice (18.000)
9. Kostrzyn nad Odrą (17.500)
10. Gubin (17.000)
11. Sulechów (17.000)
12. Lubsko (15.000)
13. Wschowa (14.573)
14. Szprotawa (12.613)
15. Krosno Odrzańskie (12.100)
16. Drezdenko (10.565)
17. Strzelce Krajeńskie (10.143)
18. Skwierzyna (10.010)

### Fiumi
- Eilang
- Bóbr
- Nysa
- Netze
- Oder
- Pleiske
- Warta
- Lubst

## Infrastrutture e trasporti

### Stradali
- La strada statale 3, che collega i due capoluoghi, è un tratto della Strada europea E65, che collega la Scandinavia con la penisola balcanica.
- La strada statale 2 parte da Cork (in Irlanda), attraversa Gran Bretagna, Paesi Bassi, Germania per raggiungere Varsavia, Minsk e Mosca. Nessuna delle città più importanti vi è collegata direttamente, in ogni caso passa per diversi comuni del voivodato.

La rete stradale ha una lunghezza di circa 8000 km.

### Ferroviari
- Linea ferroviaria Berlino-Varsavia
- Linea ferroviaria Stettino-Varsavia
- Linea ferroviaria Stettino-Poznań
- Linea ferroviaria (solo di rilevanza regionale) Kostrzyn nad Odrą-Gorzów Wielkopolski-Krzyż Wielkopolski.

La rete ferroviaria ha una lunghezza di 985 km, dei quali 329 elettrificati.

## Aree protette
- Parco nazionale Drawa
- Parco nazionale Ujście Warty
- Parco paesaggistico Ujście Warty

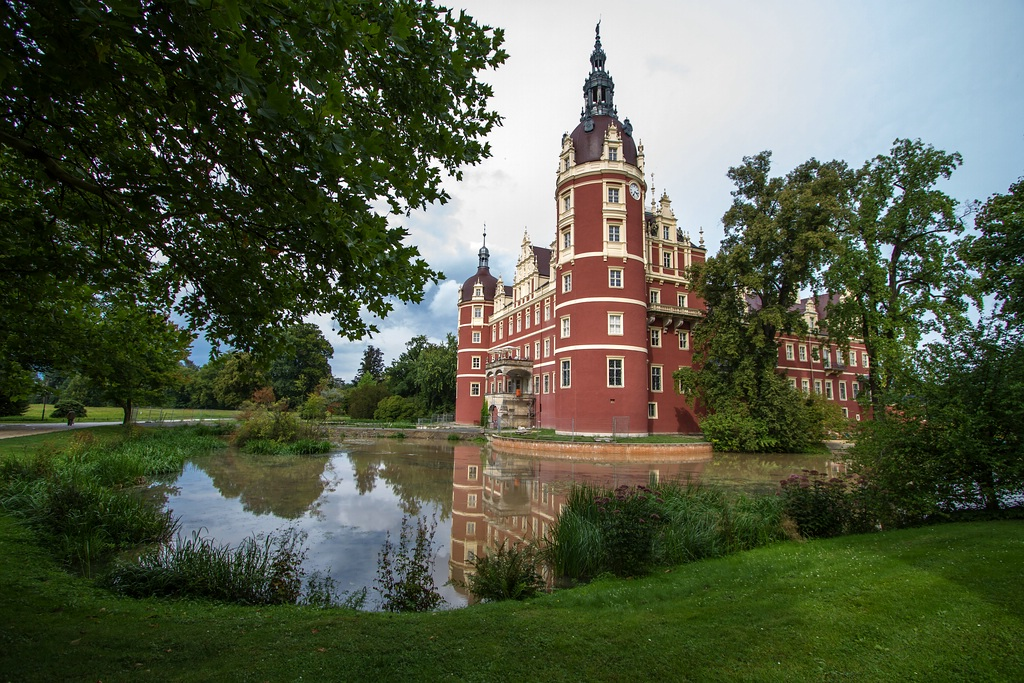
Il parco paesaggistico di Muskau

- Parco paesaggistico di Barlinek-Gorzów
- Parco paesaggistico di Gryżyna
- Parco paesaggistico di Krzesin
- Parco paesaggistico di Łagów
- Parco paesaggistico di Muskau o Łuk Mużakowa (patrimonio mondiale dell'UNESCO)
- Parco paesaggistico di Przemęt
- Parco paesaggistico di Pszczew